# Àguila d'Ayres
L'àguila d'Ayres (Hieraaetus ayresii) és un ocell rapinyaire de la família dels accipítrids (Accipitridae). Habita zones boscoses i de sabana de l'Àfrica subsahariana. El seu estat de conservació es considera de risc mínim.
El seu nom és en honor de l'ornitòleg sud-africà Thomas Ayres.